# キサントノイド

マンゴーで見られるキサントノイドであるマンジフェリン

キサントノイド(Xanthonoid)は、キサントン骨格を持つ天然フェノール化合物である。フクギ科の多くがキサントノイドを含む。
コボウズオトギリの細胞培地中でのキサントノイド生合成には、2,3',4,6-テトラヒドロキシベンゾフェノンシンターゼの作用でベンゾイルCoAと3分子のマロニルCoAを縮合し、2,4,6-トリヒドロキシベンゾフェノンを形成する反応を含む。この中間体は、ベンゾフェノン-3'-ヒドロキシラーゼとシトクロームP450モノオキシゲナーゼの作用により、2,3',4,6-テトラヒドロキシベンゾフェノンに変換される。
キサントノイドの例には、Calophyllum tomentosumの樹皮から単離されたトメントノン、ゼイロキサントノン、カロザイロキサントノンやCalophyllum apetalumから単離されたアペタリノンA-D、ガンボウジノキ(Garcinia morella)から単離されたガウジカウジオンA-H、ガウジカウジイック酸A-E、モレリック酸、フォルベシオン、Swertia puniceaから単離されたメチルスウェルチアニン、ベリジフォリン、Psorospermum febrifugumから単離されたプソロスペルミン、Senna reticulataから単離されたカッシアキサントン
等がある。
Garcinia hanburyiの乾燥乳液からは、ガンボジック酸等の細胞毒性のあるキサントンが単離される。